# Ilse Totzke
Ilse Sonja Totzke (Estrasburgo, 4 de agosto de 1913 - Haguenau, 23 de marzo de 1987) fue una músico alemána y Justa entre las Naciones.

## Biografía
La madre de Ilse Totzke, Sofie Wilhelmine Huth, era alsaciana y actriz. Su padre, Ernst Otto Totzke, trabajó como maestro de capilla en el Teatro de la Ciudad de Estrasburgo y en el Teatro Eden de la misma ciudad. Después de la Primera Guerra Mundial, Alsacia se reintegró a Francia en 1919 y Otto Totzke fue expulsado por alemán del Reich. Ilse Totzke se mudó a Mannheim con su padre y luego asistió a un internado en Bamberga. Dado que el matrimonio de sus padres se rompió, su madre se regresó a Alsacia, donde murió antes de tiempo. Tras el fallecimiento, Ilse Totzke tomó medidas judiciales contra el padre por la herencia materna, que quedó bajo la administración de una tutela. Su padre falleció en 1933 y cuando ella alcanzó la mayoría de edad en 1934, se le entregó una fortuna de 42 000 marcos reales, de los que podría vivir bien. A partir de marzo de 1932 estudió piano, violín y dirección en el Conservatorio de Wurzburgo. En 1935 tuvo un grave accidente de motocicleta que la hizo retroceder en sus estudios. Se convirtió en una persona solitaria. Como ha demostrado la historiadora estadounidense Laurie Marhoefer en American Historical Review, su entorno la marginaba cada vez más, ya que veían con recelo su actitud retraída, su preferencia por la ropa masculina y su orientación lésbica.
Después del traspaso del poder a los nacionalsocialistas en 1933, Totzke mostró su aversión al régimen nazi y se negó a dar el saludo hitleriano. Entre sus conocidas había mujeres judías que eran cada vez más marginadas y desatendidas por la sociedad. A partir de 1936 fue vigilada por la Gestapo (en el archivo) y a partir de 1939 fue denunciada reiteradamente por los vecinos y el asesor estudiantil Ludwig Kneisel, director del Instituto Universitario de Ejercicio Físico. En 1938 o 1939 fue expulsada de sus estudios. Ella eludió el servicio de trabajo para mujeres al señalar las secuelas de la lesión en el cráneo del accidente de motocicleta. Después de varias llamadas para presentarse en la Gestapo, en las que confesó valientemente sus contactos con judíos, en octubre de 1941 se le advirtió que, si no cambiaba de actitud, la enviarían a un campo de concentración. Cualquier relación amistosa con judíos era tipificada como delito por la Oficina Principal de Seguridad del Reich en octubre de 1941 y, debido a la obligación de llevar la estrella de David, también podía ser vigilada en público por informantes.
Durante una estancia en Alsacia en el verano de 1942, exploró posibles rutas de escape a Suiza y en noviembre de 1942 cruzó la frontera verde. Las autoridades fronterizas suizas las expulsaron de inmediato. En diciembre de 1942 fue llamada de nuevo por la Gestapo y tuvo que admitir que todavía estaba en contacto con judíos. En la noche del 26 al 27 de febrero de 1943 cruzó la frontera ilegalmente cerca de Durmenach, junto con la flautista y maestra de jardín de infancia Ruth Basinski; fue capturada por funcionarios fronterizos suizos y enviada de regreso a Alemania después de ser interrogada. La noche siguiente, cruzaron la frontera nuevamente y fueron capturadas nuevamente. Esta vez, sin embargo, de acuerdo con las leyes suizas, los guardias fronterizos suizos las entregaron a la policía fronteriza alemana. Basinski fue deportada a Auschwitz, donde fue miembro de la orquesta de mujeres y sobrevivió al Holocausto.
En mayo de 1943 Totzke fue encarcelada en el campo de concentración de Ravensbrück y allí tuvo que realizar trabajos forzados. Ocultó su identidad y se convirtió en Sonia Totzki de Polonia. A finales de abril de 1945 llegó a Suecia gracias a una operación de rescate de la Cruz Roja Sueca.
Tras la Segunda Guerra Mundial, Totzke se fue a París, donde se las arregló con trabajos ocasionales. A partir de agosto de 1954 volvió a vivir en Wurzburgu y solicitó una indemnización. Se le concedieron 8750 DM. Posteriormente vivió en Alsacia.

## Honores y premios
En 1995 fue honrada póstumamente como Justa entre las Naciones en el Memorial del Holocausto de Yad Vashem. En Wurzburgo, con motivo del centenario de su nacimiento, el 4 de agosto de 2013, en el sureste del distrito de Keesburg, se dio su nombre a una calle.

Mit der Benennung dieser Straße nach Ilse Totzke halten wir die Erinnerung an eine Bürgerin unserer Stadt wach, die im sogenannten Dritten Reich mit außerordentlichem Mut gegen eine menschenverachtende Politik opponiert und Menschen geholfen hat, die schuldlos, nur wegen ihrer jüdischen Abstammung, ausgegrenzt, entrechtet und verfolgt wurden. Sie hat gezeigt, dass jeder Mensch im Angesicht des Bösen die freie Wahl hat, sich für das Gute zu entscheiden, und nicht gleichgültig bleiben darf. Deshalb ehren wir sie heute, vier Tage vor ihrem 100. Geburtstag, in dem wir diese Straße nach ihr benennen.
Dando el nombre de Ilse Trotzke a esta calle mantenemos despierto el recuerdo de nuestra conciudadana, que durante el llamado Tercer Reich con extraordinario valor se opuso a una política inhumana y ayudó a personas inocentes, discriminadas, privadas de sus derechos y perseguidas solo por ser de origen judío. [Ilse] mostró que toda persona tiene la libertad de elegir el bien ante el mal y no quedarse indiferente. Por eso la honramos hoy, cuatro días antes del centenario de su nacimiento, dando su nombre a esta calle.
El 30 de julio de 2013, Georg Rosenthal, alcalde en ese momento durante la ceremonia de nombrado de la calle.